# Ångsjöån
Ångsjöån är en å i Offerdals socken, Krokoms kommun, Jämtland. Den rinner mellan Ångsjön och Rännögssjön.
Ångsjöån är 17 kilometer lång